# Peter Diamand
Peter Diamand (geboren 8. Juni 1913 in Berlin; gestorben 16. Januar 1998 in Amsterdam) war ein niederländischer Musikmanager.

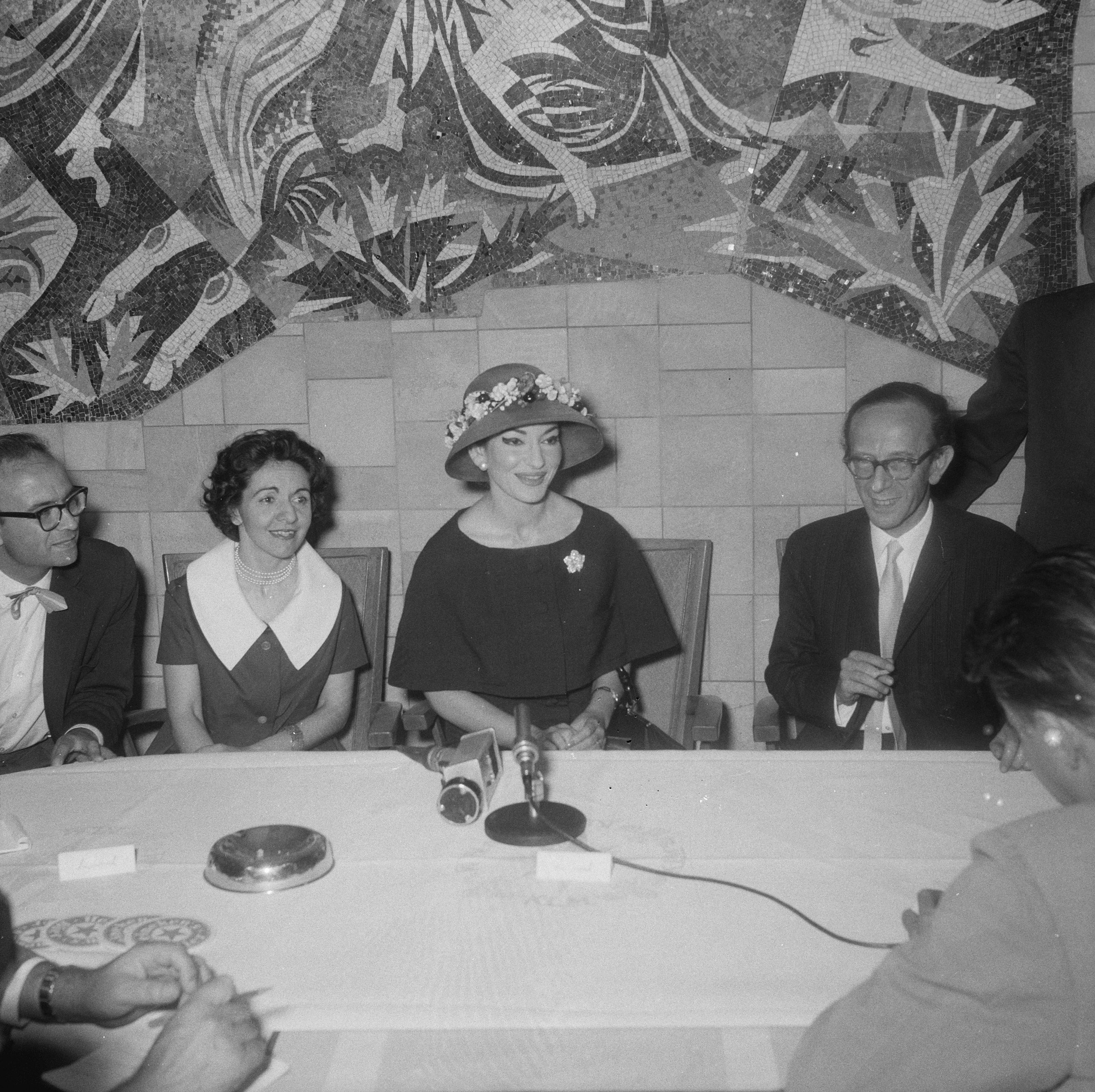
Peter Diamand (rechts) empfängt Maria Callas in Schiphol 1959

## Leben
Peter Diamand war ein Sohn des aus Galați stammenden Bernhard Diamand (1873–1920) und der in Wien geborenen Melanie Orhudesch (1883–1962), er hatte den Bruder Werner (1905–1982), der Diamantschleifer wurde. Die Familie hatte die österreichische Staatsbürgerschaft. Diamand wuchs in Berlin auf und begann 1931 das Studium der Rechtswissenschaften an der Berliner Universität. Nach der Machtergreifung der Nationalsozialisten flüchtete die Familie im Dezember 1933 in die Niederlande. Der Ständestaat entzog ihnen 1934 die österreichische Staatsbürgerschaft, 1954 erhielt er die niederländische. 
Diamand arbeitete ab 1934 als Privatsekretär des Pianisten Arthur Schnabel und organisierte für ihn die Sommerkurse an der Schnabel-Schule in Tremezzo am Comer See. 1939 allerdings zog Schnabel in die USA. 
Diamand, seine Mutter und sein Bruder wurden 1942 in den von den Deutschen okkupierten Niederlanden im Durchgangslager Westerbork inhaftiert. Nach ihrer Entlassung mussten sie untertauchen, dabei half ihnen die Schnabel-Schülerin Maria Curcio. Diamand und Curcio heirateten 1947. Ihre Ehe wurde 1971 geschieden, Diamand war danach noch bis 1979 mit der US-amerikanischen Konzertgeigerin Sylvia Rosenberg verheiratet. 
Nach Kriegsende wurde Diamand 1946 Assistent des Intendanten der Nederlandse Opera und parallel dazu ab 1948 Direktor des Holland Festivals. 1965 ging er nach Edinburgh und war bis 1978 Leiter des Edinburgh International Festival. Er war von 1976 bis 1998 künstlerischer Berater des Orchestre de Paris.   
Diamand wurde 1972 zum Commander des Order of the British Empire (CBE) ernannt und 1996 zum Commandeur des französischen Ordre des Arts et des Lettres.